# لقدامرة (أولاد عروس1)
لقدامرة هو دُوَّار يقع بجماعة عين نزاغ، إقليم سطات، جهة الدار البيضاء سطات في المملكة المغربية. ينتمي الدوّار لمشيخة أولاد عروس1 التي تضم 13 دوار. يقدر عدد سكانه بـ 543 نسمة حسب الإحصاء الرسمي للسكان والسكنى لسنة 2004.

## روابط خارجية
- البوابة الوطنية للجماعات الترابية نسخة محفوظة 12 مارس 2018 على موقع واي باك مشين.
- المندوبية السامية للتخطيط